# Le Cheylas
Le Cheylas és un municipi francès situat al departament de la Isèra i a la regió d'Alvèrnia-Roine-Alps. L'any 2007 tenia 2.655 habitants.

## Demografia

### Població
El 2007 la població de fet de Le Cheylas era de 2.655 persones. Hi havia 880 famílies de les quals 163 eren unipersonals (96 homes vivint sols i 67 dones vivint soles), 166 parelles sense fills, 472 parelles amb fills i 79 famílies monoparentals amb fills.
La població ha evolucionat segons el següent gràfic:
Habitants censats

### Habitatges
El 2007 hi havia 930 habitatges, 900 eren l'habitatge principal de la família, 10 eren segones residències i 20 estaven desocupats. 718 eren cases i 210 eren apartaments. Dels 900 habitatges principals, 636 estaven ocupats pels seus propietaris, 250 estaven llogats i ocupats pels llogaters i 13 estaven cedits a títol gratuït; 14 tenien una cambra, 34 en tenien dues, 144 en tenien tres, 275 en tenien quatre i 433 en tenien cinc o més. 702 habitatges disposaven pel capbaix d'una plaça de pàrquing. A 314 habitatges hi havia un automòbil i a 516 n'hi havia dos o més.

### Piràmide de població
La piràmide de població per edats i sexe el 2009 era:
| Homes | Edats   | Dones |
| ----- | ------- | ----- |
| 0     | 95 o +  | 0     |
| 0     | 90 a 94 | 8     |
| 4     | 85 a 89 | 4     |
| 0     | 80 a 84 | 12    |
| 8     | 75 a 79 | 12    |
| 24    | 70 a 74 | 36    |
| 36    | 65 a 69 | 40    |
| 56    | 60 a 64 | 48    |
| 60    | 55 a 59 | 44    |
| 64    | 50 a 54 | 60    |
| 56    | 45 a 49 | 72    |
| 80    | 40 a 44 | 60    |
| 112   | 35 a 39 | 116   |
| 92    | 30 a 34 | 120   |
| 52    | 25 a 29 | 44    |
| 72    | 20 a 24 | 44    |
| 88    | 15 a 19 | 44    |
| 80    | 10 a 14 | 108   |
| 84    | 5 a 9   | 92    |
| 104   | 0 a 4   | 52    |

## Economia
El 2007 la població en edat de treballar era de 1.711 persones, 1.319 eren actives i 392 eren inactives. De les 1.319 persones actives 1.224 estaven ocupades (669 homes i 555 dones) i 95 estaven aturades (38 homes i 57 dones). De les 392 persones inactives 74 estaven jubilades, 167 estaven estudiant i 151 estaven classificades com a «altres inactius».

### Ingressos
El 2009 a Le Cheylas hi havia 911 unitats fiscals que integraven 2.693 persones, la mediana anual d'ingressos fiscals per persona era de 18.964 €.

### Activitats econòmiques
Dels 99 establiments que hi havia el 2007, 6 eren d'empreses extractives, 1 d'una empresa alimentària, 1 d'una empresa de fabricació de material elèctric, 8 d'empreses de fabricació d'altres productes industrials, 19 d'empreses de construcció, 19 d'empreses de comerç i reparació d'automòbils, 3 d'empreses de transport, 5 d'empreses d'hostatgeria i restauració, 4 d'empreses d'informació i comunicació, 3 d'empreses financeres, 11 d'empreses de serveis, 14 d'entitats de l'administració pública i 5 d'empreses classificades com a «altres activitats de serveis».
Dels 22 establiments de servei als particulars que hi havia el 2009, 3 eren tallers de reparació d'automòbils i de material agrícola, 1 establiment de lloguer de cotxes, 1 paleta, 1 guixaire pintor, 4 fusteries, 2 lampisteries, 5 electricistes, 2 perruqueries i 3 restaurants.
Dels 7 establiments comercials que hi havia el 2009, 2 eren botiges de menys de 120 m², 1 una fleca, 1 una llibreria, 1 una botiga d'equipament de la llar, 1 una botiga de material esportiu i 1 una floristeria.
L'any 2000 a Le Cheylas hi havia 10 explotacions agrícoles que ocupaven un total de 100 hectàrees.

## Equipaments sanitaris i escolars
L'únic equipament sanitari que hi havia el 2009 era una farmàcia.
El 2009 hi havia 2 escoles maternals i 2 escoles elementals.

## Poblacions més properes
El següent diagrama mostra les poblacions més properes.